# Mistrzostwa Świata Weteranów w Skokach Narciarskich 2008
Mistrzostwa Świata Weteranów w Skokach Narciarskich 2008 – dziewiętnasta edycja mistrzostw świata weteranów w skokach narciarskich, rozegrana w dniach od 24 lutego do 2 marca w Taivalkoski.

## Medaliści
| Kategoria wiekowa | Złoty medal              | Kraj      | Odl.          | pkt   | Srebrny medal          | Kraj              | Odl.          | pkt   | Brązowy medal                | Kraj                      | Odl.                      | pkt                       |
| ----------------- | ------------------------ | --------- | ------------- | ----- | ---------------------- | ----------------- | ------------- | ----- | ---------------------------- | ------------------------- | ------------------------- | ------------------------- |
| K-38              |                          |           |               |       |                        |                   |               |       |                              |                           |                           |                           |
| Klasa 9 (70–74)   | Aarne Kuisma             | Finlandia | 32,5 m 33,0 m | 174,7 | Teuvo Koljonen         | Finlandia         | 27,5 m 30,5 m | 133,2 | Janken Hallström             | Szwecja                   | 27,0 m 28,0 m             | 101,9                     |
| Klasa 8 (65–69)   | Per Birger Lomheim       | Norwegia  | 30,0 m 30,0 m | 144,9 | Sven Husby             | Norwegia          | 27,0 m 30,5 m | 141,4 | Arnold Lund                  | Norwegia                  | 28,0 m 29,5 m             | 139,9                     |
| Klasa 7 (60–64)   | Gjert Anderson           | Norwegia  | 32,5 m 35,0 m | 183,9 | Taisto Tolvanen        | Finlandia         | 33,5 m 33,0 m | 178,8 | Sigmund Stenberg             | Norwegia                  | 33,0 m 33,5 m             | 176,3                     |
| Klasa 6 (55–59)   | Olavi Leinonen           | Finlandia | 33,5 m 35,0 m | 180,0 | Sindre Helland         | Norwegia          | 33,0 m 33,5 m | 176,8 | Risto Koivisto               | Finlandia                 | 32,0 m 33,5 m             | 169,2                     |
| Klasa 5 (50–54)   | Ari Joutjärvi            | Finlandia | 37,0 m 36,5 m | 211,0 | Jürgen Stielow         | Niemcy            | 37,0 m 38,5 m | 205,7 | Stig Dahl                    | Norwegia                  | 34,5 m 35,5 m             | 196,4                     |
| Klasa 4 (45–49)   | Pasi Kähkölä             | Finlandia | 38,0 m 37,5 m | 217,2 | Kalevi Kantola         | Finlandia         | 36,0 m 37,0 m | 205,7 | Mikko Olavi Ahvenjärvi       | Finlandia                 | 38,0 m 36,0 m             | 203,3                     |
| Klasa 3 (40–44)   | Matti Nykänen            | Finlandia | 37,5 m 37,0 m | 213,1 | Jan Inge Skjerven      | Norwegia          | 36,5 m 36,0 m | 199,9 | Fidel Terentiev              | Rosja                     | 36,5 m 36,5 m             | 197,2                     |
| Klasa 2 (35–39)   | Kristian Ijäs            | Finlandia | 36,5 m 38,0 m | 205,6 | Klaus Sölkner          | Austria           | 35,5 m 37,5 m | 201,2 | Konstantin Kornyshov         | Rosja                     | 35,0 m 36,5 m             | 190,3                     |
| Klasa 1 (30–34)   | Marko Maeaettae          | Finlandia | 38,5 m 38,0 m | 213,3 | Magnus Vaht            | Estonia           | 35,5 m 35,0 m | 186,7 | Alan Vaht                    | Estonia                   | 35,5 m 35,0 m             | 186,2                     |
| K-53              |                          |           |               |       |                        |                   |               |       |                              |                           |                           |                           |
| Klasa 9 (70–74)   | Aarne Kuisma             | Finlandia | 43,5 m 43,5 m | 179,1 | Martti Lamminpää       | Finlandia         | 36,5 m 37,0 m | 128,3 | Don West                     | Stany Zjednoczone         | 29,0 m 31,0 m             | 81,5                      |
| Klasa 8 (65–69)   | Ingvart Thornängen       | Szwecja   | 43,5 m 43,5 m | 176,6 | Sven Husby             | Norwegia          | 39,0 m 43,0 m | 159,6 | Teuvo Hokkanen               | Finlandia                 | 38,5 m 37,5 m             | 139,3                     |
| Klasa 7 (60–64)   | Knut Sorlien             | Norwegia  | 43,0 m 44,5 m | 177,0 | Vladimir Kalinin       | Rosja             | 43,0 m 42,5 m | 175,9 | Taisto Tolvanen              | Finlandia                 | 43,0 m 42,0 m             | 172,0                     |
| Klasa 6 (55–59)   | Pentti Rautiainen        | Finlandia | 50,5 m 50,0 m | 215,4 | Stein Johannesen       | Norwegia          | 43,5 m 44,0 m | 183,5 | Rune Tulluan                 | Norwegia                  | 42,0 m 42,0 m             | 165,2                     |
| Klasa 5 (50–54)   | Arsi Sjörgren            | Finlandia | 48,5 m 48,0 m | 210,7 | Ari Joutjärvi          | Finlandia         | 45,0 m 47,5 m | 201,0 | Stig Dahl                    | Norwegia                  | 44,5 m 44,5 m             | 187,7                     |
| Klasa 4 (45–49)   | Veijo Stranden           | Finlandia | 49,5 m 50,0 m | 214,1 | Mikko Olavi Ahvenjärvi | Finlandia         | 47,5 m 48,0 m | 201,9 | Pasi Kähkölä                 | Finlandia                 | 47,5 m 44,0 m             | 197,2                     |
| Klasa 3 (40–44)   | Seppo Kinnunen           | Finlandia | 51,0 m 50,5 m | 226,7 | Kari Hämäläinen        | Finlandia         | 47,0 m 51,0 m | 217,9 | Pasi Huttunen                | Finlandia                 | 47,5 m 48,5 m             | 214,3                     |
| Klasa 2 (35–39)   | Konstantin Grikoryev     | Rosja     | 46,5 m 49,0 m | 206,9 | Jens Greiner - Hiero   | Niemcy            | 46,5 m 48,0 m | 202,6 | Klaus Sölkner                | Austria                   | 47,0 m 45,5 m             | 194,0                     |
| Klasa 1 (30–34)   | Per - Christian Svendsen | Norwegia  | 50,0 m 51,0 m | 220,8 | Igor Fedorov           | Rosja             | 48,5 m 48,0 m | 209,7 | Mikka Tuppurainen            | Finlandia                 | 46,5 m 47,5 m             | 200,7                     |
| K-73              |                          |           |               |       |                        |                   |               |       |                              |                           |                           |                           |
| Klasa 9 (70–74)   | Martti Lamminpää         | Finlandia | 38,0 m 37,0 m | 31,8  | Don West               | Stany Zjednoczone | 37,0 m 35,0 m | 23,2  | Wystartowało 2 zawodników    | Wystartowało 2 zawodników | Wystartowało 2 zawodników | Wystartowało 2 zawodników |
| Klasa 8 (65–69)   | Ingvart Thornängen       | Szwecja   | 44,5 m 51,0 m | 85,9  | Teuvo Hokkanen         | Finlandia         | 44,0 m 43,5 m | 66,8  | Wystartowało 2 zawodników    | Wystartowało 2 zawodników | Wystartowało 2 zawodników | Wystartowało 2 zawodników |
| Klasa 7 (60–64)   | Knut Sorlien             | Norwegia  | 64,0 m 62,5 m | 165,1 | Aatto Lamminpää        | Finlandia         | 54,5 m 55,5 m | 123,8 | Vladimir Kalinin             | Rosja                     | 55,0 m 50,5 m             | 114,9                     |
| Klasa 6 (55–59)   | Pentti Rautiainen        | Finlandia | 65,5 m 76,0 m | 201,1 | Stein Johannesen       | Norwegia          | 64,5 m 72,0 m | 189,6 | Anton Zapf                   | Niemcy                    | 59,5 m 62,5 m             | 147,2                     |
| Klasa 5 (50–54)   | Arsi Sjörgren            | Finlandia | 65,0 m 70,0 m | 189,3 | Mikhail Priozhkov      | Rosja             | 60,0 m 66,0 m | 164,0 | Stein Arne Hoel              | Norwegia                  | 58,5 m 66,0 m             | 158,2                     |
| Klasa 4 (45–49)   | Veijo Stranden           | Finlandia | 73,0 m 73,5 m | 215,6 | Frode Hermo            | Norwegia          | 69,5 m 70,0 m | 201,7 | Jacek Gąsienica - Mracielnik | /                         | 69,5 m 71,5 m             | 201,0                     |
| Klasa 3 (40–44)   | Mikko Taskila            | Finlandia | 75,5 m 77,5 m | 234,4 | Pasi Huttunen          | Finlandia         | 74,0 m 74,0 m | 231,4 | Seppo Kinnunen               | Finlandia                 | 75,0 m 73,5 m             | 226,5                     |
| Klasa 2 (35–39)   | Konstantin Grikoryev     | Rosja     | 68,5 m 68,5 m | 198,7 | Jens Greiner - Hiero   | Niemcy            | 67,0 m 68,0 m | 193,8 | Dmitriy Sherlygin            | Rosja                     | 57,5 m 61,5 m             | 149,1                     |
| Klasa 1 (30–34)   | Teemu Summanen           | Finlandia | 74,0 m 74,0 m | 225,4 | Igor Fedorov           | Rosja             | 69,0 m 71,0 m | 204,3 | Per - Christian Svendsen     | Norwegia                  | 70,0 m 67,0 m             | 199,2                     |
| Klasa 0 (25–29)   | Juha Miettinen           | Finlandia | 76,5 m 77,5 m | 243,6 | Akseli Lajunen         | Finlandia         | 76,5 m 75,0 m | 235,1 | Ville Vaaranmaa              | Finlandia                 | 72,0 m 74,0 m             | 225,0                     |

| Konkurs drużynowy K-53                                                                    |                                                                                     |             | |                                                                                     |          |                                                                                               |                                                                                     |              |
| Finlandia I                                                                               | Finlandia I                                                                         | Finlandia I | Norwegia                                                                                                | Norwegia                                                                            | Norwegia | Finlandia II                                                                                  | Finlandia II                                                                        | Finlandia II |
| Pentti Rautiainen Arsi Sjörgren Veijo Stranden Mikko Taskila Pasi Huttunen Teemu Summanen | 76,0 m 70,0 m 65,0 m 75,0 m 66,5 m 72,0 m 66,5 m 80,0 m 74,0 m 65,5 m 76,5 m 80,0 m | 1273,7      | Knut Sörlien Stein Arne Hoel Frode Hermo Ole Andreas Skatvedt Oyvind Villesvik Per - Christian Svendsen | 53,0 m 51,0 m 60,5 m 61,0 m 60,0 m 61,0 m 70,0 m 74,0 m 65,0 m 72,0 m 69,0 m 71,0 m | 1035,3   | Aatto Lamminpää Eero Mäkipää Rauno Komulainen Janne Heinonen Seppo Kinnunen Mikka Tuppurainen | 48,5 m 51,0 m 43,5 m 47,0 m 64,0 m 68,0 m 60,0 m 72,0 m 73,0 m 74,0 m 73,0 m 71,0 m | 993,8        |

## Statystyka
| Miejsce | Kraj              | Złoto | Srebro | Brąz | Razem |
| ------- | ----------------- | ----- | ------ | ---- | ----- |
| 1.      | Finlandia         | 20    | 11     | 10   | 41    |
| 2.      | Norwegia          | 5     | 8      | 7    | 20    |
| 3.      | Rosja             | 2     | 4      | 4    | 10    |
| 4.      | Szwecja           | 2     | 0      | 1    | 3     |
| 5.      | Niemcy            | 0     | 3      | 1    | 4     |
| 6.      | Stany Zjednoczone | 0     | 1      | 2    | 3     |
| 7.      | Austria           | 0     | 1      | 1    | 2     |
| 7.      | Estonia           | 0     | 1      | 1    | 2     |